# Unterbrühl
Unterbrühl ist eine Ortschaft in der Stadtgemeinde Weitra im Bezirk Gmünd in Niederösterreich mit 15 Einwohnern (Stand 1. Jänner 2025).

## Geografie
Der an der alten Verkehrsverbindung zwischen Weitra und Unserfrau gelegene, seitlich von der Lainsitz umflossene Ort erstreckt sich längs der Niederung der Lainsitz auf eine nach Osten exponierte Anhöhe, die einen letzten Ausläufer des Kudelrings (752 m ü. A.) darstellt. Am 1. April 2020 umfasste die Ortschaft 10 Adressen.

## Geschichte
Im Jahr 1822 wurde der Ort mit fünf einzelnen Häusern genannt, die nach Unserfrau eingepfarrt waren, wohin auch die Kinder eingeschult wurden. Die Herrschaft Weitra besaß die Ortsobrigkeit, übte die Landgerichtsbarkeit aus, besorgte die Konskription und hatte die Grundherrschaft inne.
Laut Adressbuch von Österreich waren im Jahr 1938 in Unterbrühl mehrere Landwirte ansässig. Im Rahmen der Niederösterreichischen Kommunalstrukturverbesserung trat die damalige Ortsgemeinde Brühl, der Tiefenbach angehörte, per 1. Jänner 1967 der Stadtgemeinde Weitra bei.